# Seututie 269
Pour les articles homonymes, voir Route 269.
La route régionale 269 (finnois : Seututie 269) ou route de Reposaari (finnois : Reposaaren maantie) est une route régionale allant de Mäntyluoto à Reposaari dans la partie nord de la ville de Pori en Finlande,.

## Présentation
La seututie 269 est une route régionale de Satakunta.
Longue d'environ 12 kilomètres elle traverse les parties nord de Pori et relie la route nationale 2 à Reposaari.

## Galerie

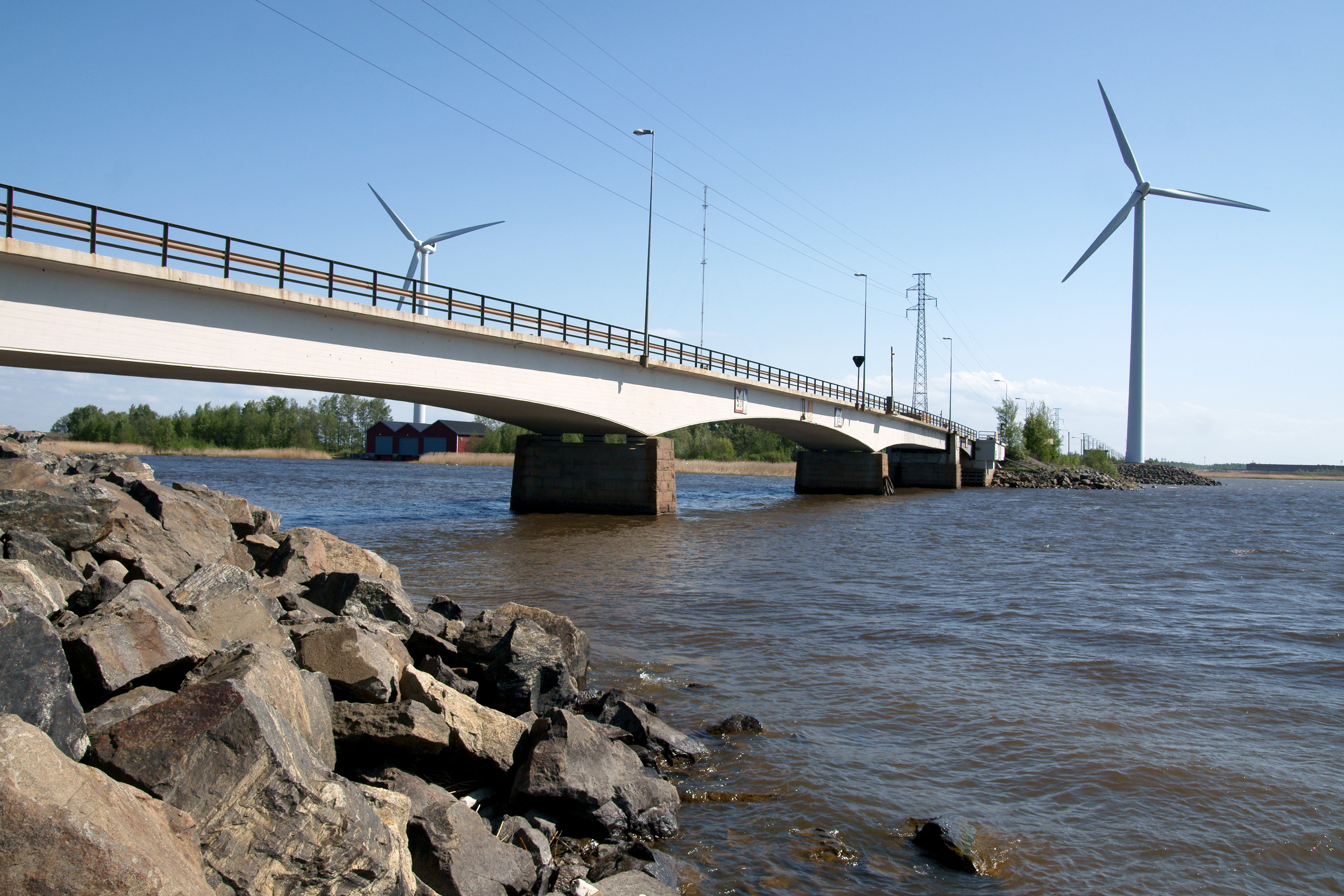
Pont levant de Kirrinsanta.
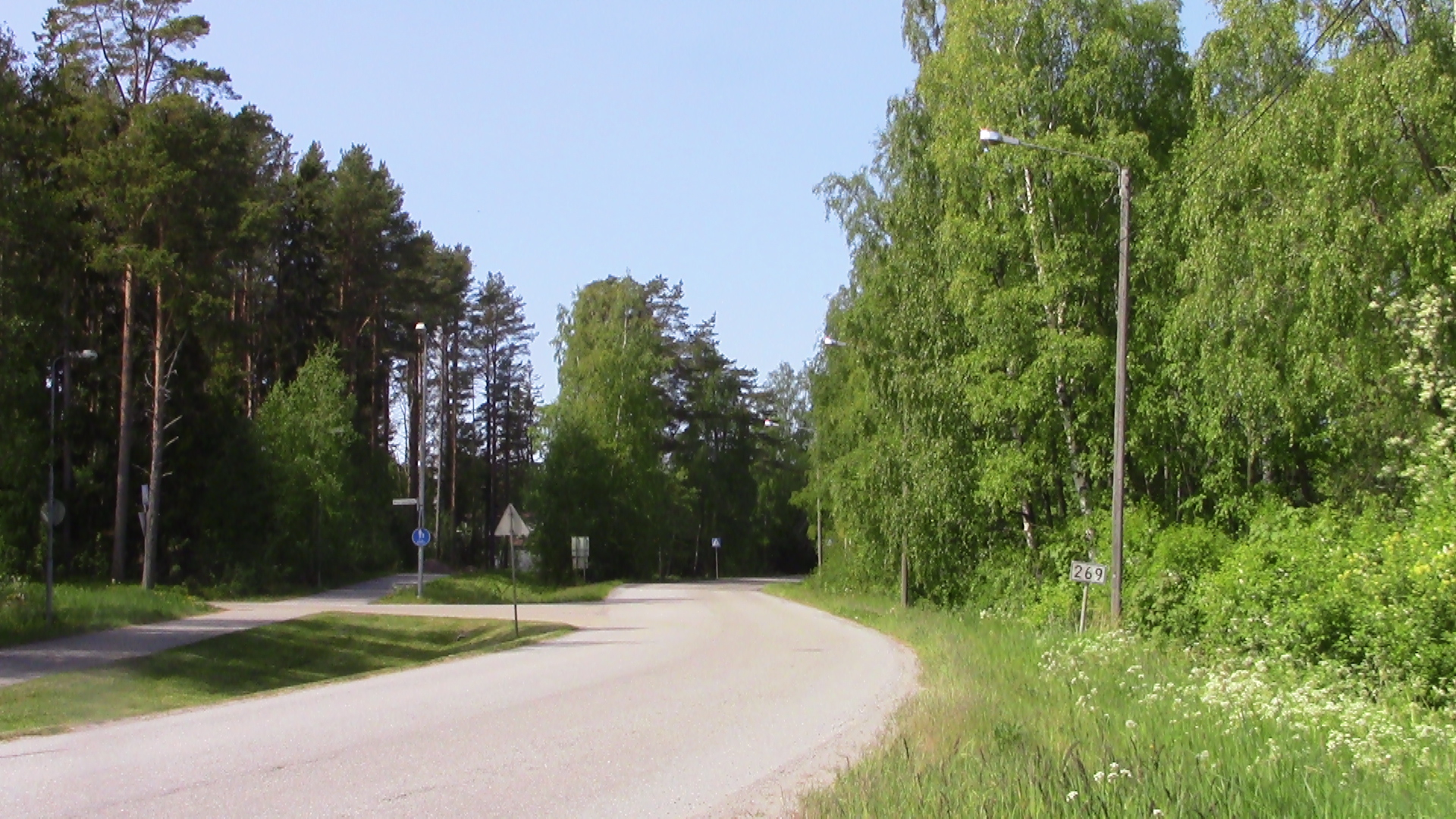
La seututie 269 à Reposaari.
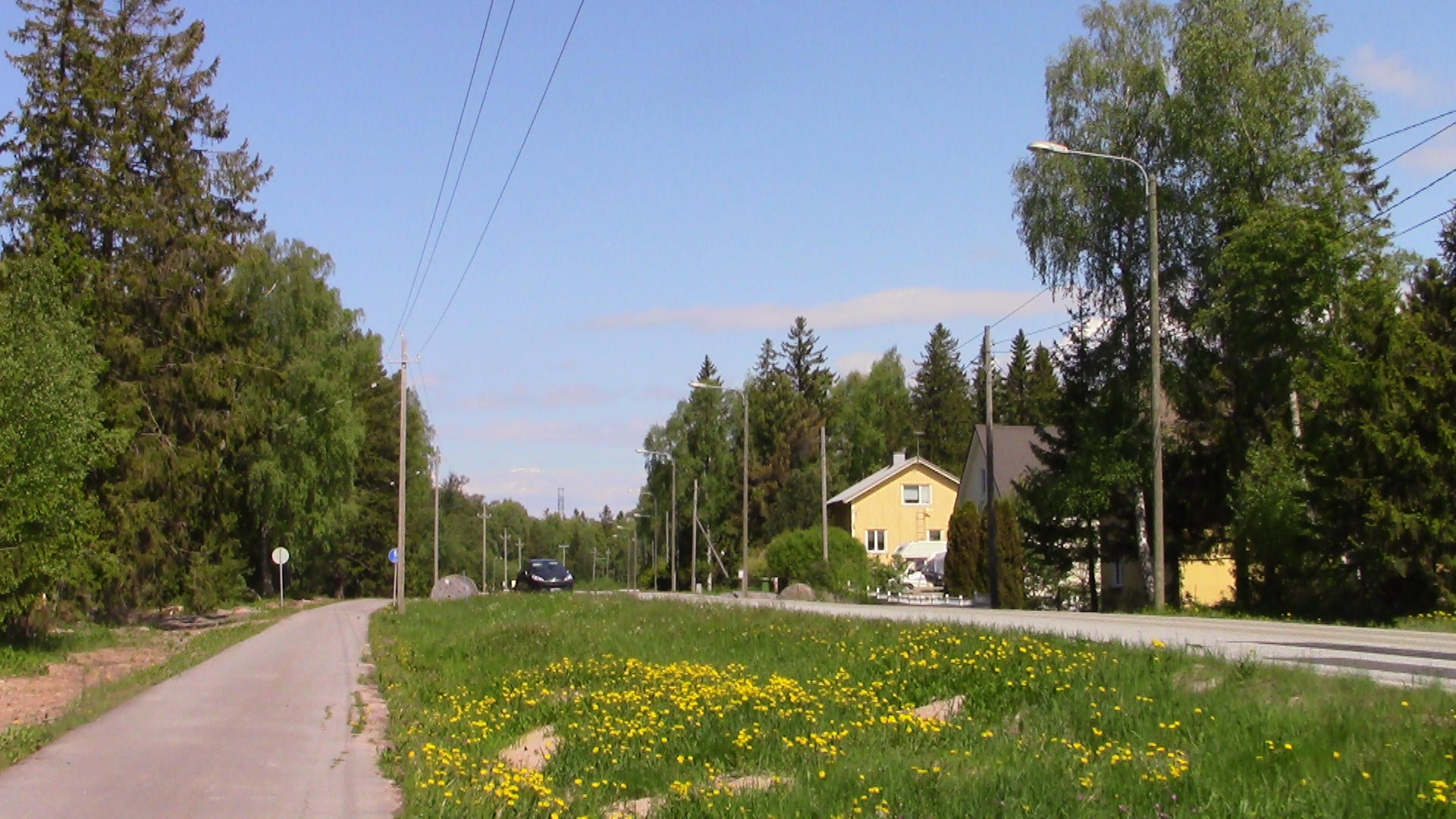
La seututie 269 à Parkkiluoto
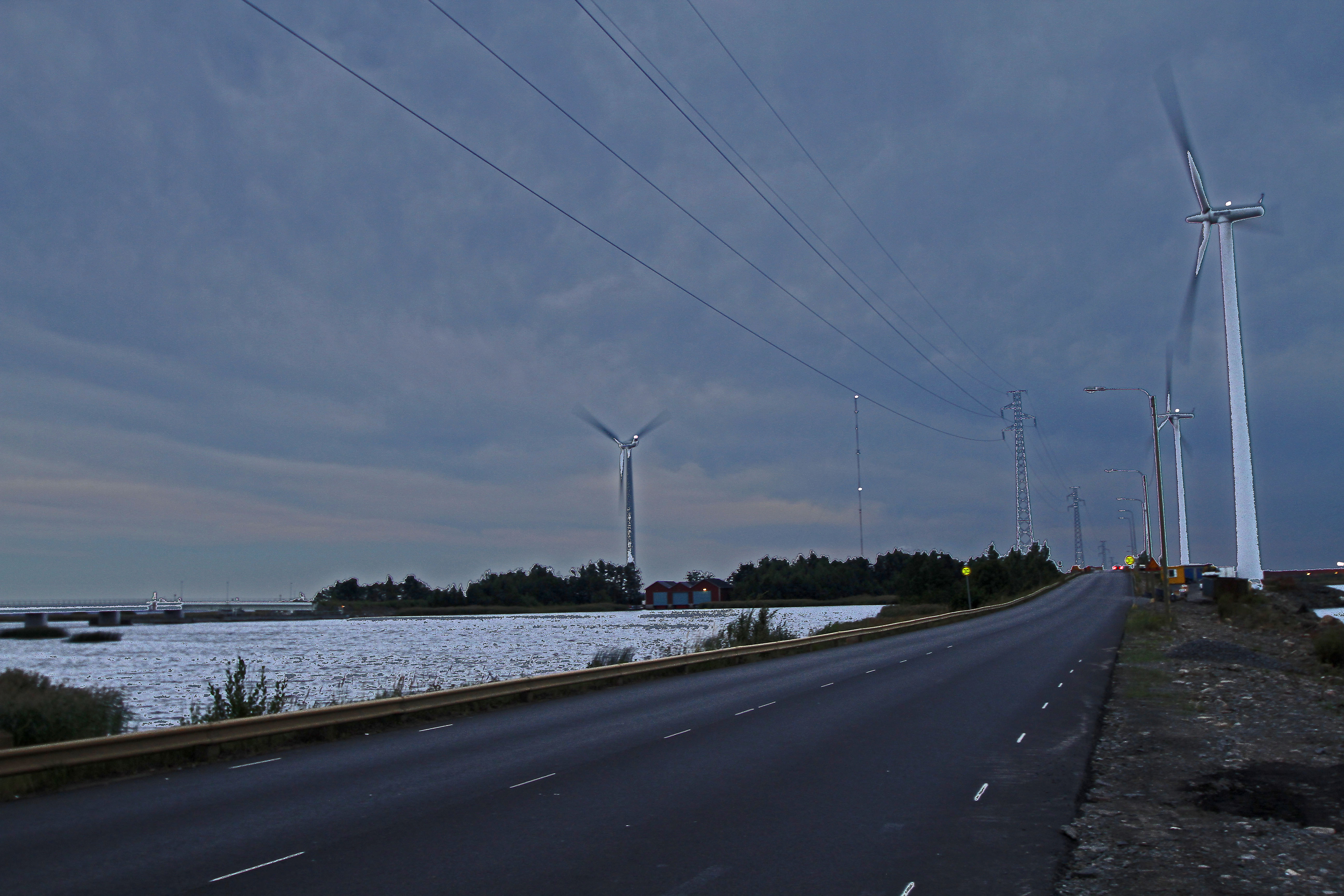
Parc éolien de Kirrinsanta.